# Franc Bogovič
Franc Bogovič (nascido em 2 de fevereiro de 1963) é um político esloveno que foi eleito membro do Parlamento Europeu pela primeira vez em 2014 e reeleito em 2019.